# 奥夫勒坦
奥夫勒坦（法語：Offrethun，法語發音：[ɔfʁətɛ̃]）是法国上法蘭西大區加来海峡省的一个市镇，属于滨海布洛涅区。

## 地理
奥夫勒坦（50°47'3"N, 1°41'30"E）面积2.62 平方千米，位于法国上法蘭西大區加来海峡省，该省份为法国北部沿海省份，西北濒北海，南至索姆省，东临北部省。
与奥夫勒坦接壤的市镇（或旧市镇、城区）包括：马基斯、伯夫勒康、马南冈埃讷、瓦坎冈、维耶尔埃弗鲁瓦。

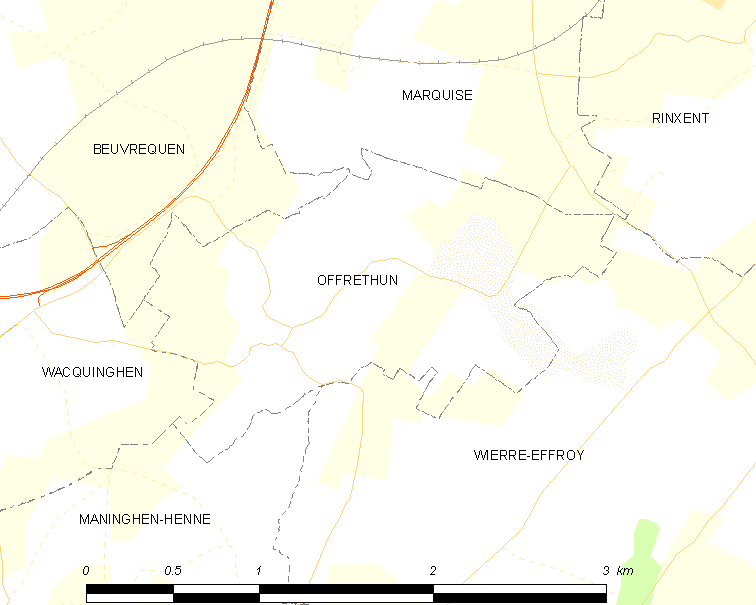
奥夫勒坦的OSM定位图

奥夫勒坦的时区为UTC+01:00、UTC+02:00（夏令时）。

## 行政
奥夫勒坦的邮政编码为62250，INSEE市镇编码为62636。

## 政治
奥夫勒坦所属的省级选区为代夫勒县。

## 人口

1962-2008年间奥夫勒坦人口变化图示

奥夫勒坦于2022年1月1日时的人口数量为273人。